# Laurence de la Ferrière
Laurence de la Ferrière (Casablanca, Marruecos,  16 de marzo de 1957) es una montañera, exploradora y escritora francesa. Después de superar el récord mundial de ser la primera mujer en coronar sin oxígeno en el Monte Everest en 1992, en 1997 se convirtió en la primera mujer francesa en alcanzar el Polo Sur en solitario, cubriendo unos 1400 km, unas 870 millas, en 57 días. Más recientemente, ha coordinado el trabajo en la estación antártica francesa Dumont d'Urville.

## Biografía
Nació en Casablanca, Marruecos, el 16 de marzo de 1957. De la Ferrière provenía de una familia francesa bien establecida. Su bisabuelo había sido banquero, su abuelo ingeniero y su padre, un vendedor de una empresa de ladrillos. En 1965, como resultado de los desagradables sucesos en Marruecos, ella y su familia se mudaron a la región de Lyon en Francia. Durante la calificación de la escuela secundaria, asistió a un curso de montañismo alpino en Courmayeur, donde conoció a su esposo, Bernard Muller, un escalador experimentado. Juntos escalaron algunas de las montañas más altas del mundo.
En 1984 batió el récord femenino de mayor altitud alcanzada sin oxígeno en Yalung Kang de Nepal. Después de dar a luz a dos hijas, Céline y Charlotte, dos años más tarde batió nuevamente el récord de altitud, escalando el Monte Everest.
Durante el invierno europeo de 1996-97, De la Ferrière se convirtió en la primera mujer francesa en llegar al Polo Sur sin ayuda, cubriendo la distancia desde el Mar de Weddell a la base Amundsen-Scott a temperaturas de alrededor de -40 °C mientras arrastraba 150 kg, unas 310 lb, en un trineo arrastrado por ella. Era el momento que siempre había esperado. En sus propias palabras:

Es como si tuvieras infinito frente a ti, lo infinitamente grande, lo infinitamente bello, lo infinitamente blanco, la libertad infinita. Para mí, es el mayor sentido de libertad que un ser humano puede experimentar. Mientras caminaba, me daba la vuelta, miraba mis huellas, eran infinitas, era maravilloso.

De la Ferrière regresó a la Antártida en 2009, esta vez para dirigir la estación francesa Dumont d'Urville por un período de 15 meses. Con un equipo de 25 científicos y técnicos, de los cuales un tercio eran mujeres, el objetivo era medir el espesor de la capa de ozono y analizar los residuos en el hielo. En 2012, coordinó los trabajos de renovación en la estación Dumont d'Urville, construida en la década de 1950. En la actualidad no le interesan las hazañas de resistencia ni la exploración; ahora pasa el resto de su tiempo dando conferencias en Francia y Europa, explicando lo importante que es estudiar la Antártida para mejorar la comprensión del cambio climático.

## Publicaciones
A principios de 2000, De la Ferrière publicó un relato de sus experiencias antárticas en Seule dans le vent des glaces (Sola en el viento glacial).